# Kościół Apostołów Piotra i Pawła w Nasalach
Kościół Ewangelicko-Augsburski Apostołów Piotra i Pawła – ewangelicko-augsburski kościół filialny w Nasalach, należy do parafii ewangelicko-augsburskiej w Kluczborku w diecezji katowickiej.

## Historia kościoła
W miejscu w którym obecnie stoi kościół, do 2010 roku, stała drewniana świątynia, która spłonęła, a prawdopodobną przyczyną pożaru było wyładowanie atmosferyczne.
23 listopada 2012 roku biskup Tadeusz Szurman, zwierzchnik diecezji katowickiej Kościoła Ewangelicko–Augsburskiego, poświęcił kamień węgielny i wmurował akt erekcyjny pod budowę nowej świątyni.
7 lipca 2013 roku, nowo wybudowany kościół został poświęcony, przez zwierzchnika kościoła ewangelicko-augsburskiego w Polsce księdza biskupa Jerzego Samca z Warszawy w obecności ks. biskupa Tadeusza Szurmana z Katowic i proboszcza parafii ewangelicko-augsburskiej w Kluczborku, ks. Pawła Szwedo.